# Gerhard Hillich
Gerhard Hillich (* 14. August 1944 in Bärwalde; † 24. April 2000 in Berlin) war ein deutscher Maler und Grafiker.

## Leben und Werk
Hillich wurde in einem Müttergenesungsheim im besetzten Polen geboren, wuchs aber in den Berliner Stadtbezirken Neukölln und Pankow auf. Er machte in Pankow auf der Erweiterten Oberschule 1962 das Abitur und absolvierte danach bis 1964 eine Lehre als Fernmeldemechaniker. Dann arbeitete er als technischer Mitarbeiter beim DDR-Fernsehen. Von 1964 bis 1969 studierte er bei Wolfgang Frankenstein an der Humboldt-Universität zu Berlin Kunstpädagogik. Von 1969 bis 1976 war er wissenschaftlicher Mitarbeiter im Märkischen Museum und danach in Teilzeit Lehrbeauftragter für künstlerische Gestaltung am Institut für Kunsterziehung der Humboldt-Universität.
Neben diesen beruflichen Aufgaben betätigte Hillich sich immer intensiv künstlerisch, und von 1976 bis 1990 gehörte er dem Verband Bildender Künstler der DDR an. Er hatte seine Wohnung und sein Atelier im Stadtteil Prenzlauer Berg.
Im Kunstarchiv Beeskow befinden sich sechs Ölgemälde Hillichs aus dem Zeitraum 1978 bis 1990, die Betriebe oder Institutionen in der DDR erworben hatten. Hillich ist u. a. auch in der Berlinischen Galerie vertreten.
Hillichs Tochter Stefanie (* 1974) ist Malerin.

## Rezeption
„In seinen phantastischen, manchmal apokalyptisch anmutenden Welten war er ein meisterhafter, präziser Beobachter unserer Spezies. Sein und Schein sezierte er messerscharf, ohne zu missionieren. Ironisches und Groteskes deckt er mit Augenzwinkern auf. Über die Jahre ist er zu Unrecht etwas in Vergessenheit geraten.“

## Weitere Werke (Auswahl)

### Tafelbilder
- In der Oper (70 × 80,5 cm)[4]
- Im Theater (1986)[5]
- Pergamon-Museum (1987)[6]
- Junge Naturforscher (1989)[7]

### Druckgrafik
- S-Bahn Schönhauser Allee (1972, Holzschnitt, 11,7 × 22,6 cm)[8]
- Stadtblick (1972, Holzschnitt, 17 × 27,2 cm)[9]

### Essayistische Publikation
- Früher habe ich den Studenten beim Aktzeichnen die Hand geführt. In: Barbara Felsmann und Anett Gröschner (Hrsg.): Durchgangszimmer Prenzlauer Berg. Eine Berliner Künstlersozialgeschichte in Selbstauskünften. Lukas Verlag Berlin, 1999, S. 149–162

## Ausstellungen (unvollständig)

### Einzelausstellungen
- 1993: Berlin, Galerie am Prater

#### Postum
- 2001: Berlin, Galerie Parterre
- 2022: Berlin, Galerie Franzkowiak („Die Zeit wartet auf Niemand“; mit Stefanie Hillich)[10]

### Ausstellungsbeteiligungen
- 1976: Berlin, Galerie am Prater („Berliner Grafik IV“)
- 1978 und 1980: Frankfurt/Oder („Junge Künstler der DDR“)
- 1979 bis 1989: Berlin, sechs Bezirkskunstausstellungen
- 1979: Berlin, Galerie am Prater („Berlin im Bild 1949–1979“)
- 1983: Berlin, Galerie am Prater („Retrospektive 1973–1983“)
- 1983: Leipzig, Messehaus am Markt („Kunst und Sport“)
- 1998: Berlin, Galerie am Prater („25 Jahre Galerie am Prater“)
- 2019: Dresden, Galerie Holger John („Schauhasen – Kunst & Politik. Landtagswahl im Osten“)

## Weblink
- lukasverlag.com